# Serrekunda
Serrekunda, ou Serekunda, est la plus grande ville de la Gambie, située dans le district de Kanifing, à environ 10 km au sud-ouest de la capitale, Banjul. En 2007, sa population atteignait les 348 118 habitants.

## Population
| 1973   | 1983   | 1993    | 2007    | 2021    |
| ------ | ------ | ------- | ------- | ------- |
| 25 505 | 70 435 | 194 987 | 348 118 | 340 000 |

## Histoire
Sayerr Jobe, le fondateur de Serekunda, était un lamane du XIXe siècle originaire de la région du Sine-Saloum au Sénégal. Il a émigré en Gambie au milieu du XIXe siècle. Il était initialement installé autour de l'île de Jinack à Banjul, avant de déménager sur la rive sud du pays (près de Sukuta) où il a établi Serrekunda. 
Serekunda signifie "la maison de la famille de Sayer [ou Sayerr]" et porte le nom de son fondateur, Sayerr Jobe. Le nom Serrekunda (ou "Sere Kunda") est une deformation langagiere mandingue du nom Sayer - Sayerr Jobe (le fondateur de Sererkunda [4]) qui est le frère de Massamba Koki Jobe / Diop (parent de Lat Dior - Roi de Cayor et Baol) et la famille Jobe en général étaient des membres du groupe ethnique wolof.  Ainsi, dans la tradition orale des Mandinkas de Sabaji (dont faisait partie Serekunda), ils se référaient initialement à la région avec le Mandinka en disant: "mbitala sayerr kunda" (je vais dans la région / pays de Sayyer), plus tard abrégé en sayerr Kunda (ou Serekunda). Le mot kunda ou kundaa est un mot mandingue désignant un lieu, une région, un pays ou un composé.

## Personnalités liées à la ville
- Fatim Jawara, footballeuse gambienne.
- Susan Waffa-Ogoo, femme politique y est née.

## Source
- (en) Serrekunda sur le site de Falling Rain Genomics, Inc.